# Ian Foster (calciatore)
James Ian Foster (Whiston, 11 novembre 1976) è un allenatore di calcio ed ex calciatore inglese, di ruolo attaccante.

## Palmarès

### Allenatore

#### Nazionale
- Campionato d'Europa Under-19: 1

2022